# Obrazec
Obrazec je v matematickém pojmosloví část roviny ohraničená uzavřenou spojitou čarou. Délka této čáry se nazývá obvod, velikost ohraničené plochy obsah. Některé mají své názvy: např. mnohoúhelník (trojúhelník, čtverec atd.) kruh a jeho části atd. Pro výpočet obsahu a obvodu těchto obrazců jsou vzorce.